# Relentless
Relentless és un àlbum en directe de l'humorista i satíric Bill Hicks. Fou el seu segon disc, i l'últim que va publicar abans de morir el 26 de febrer del 1994 a causa d'un càncer de pàncrees.

## Llista de cançons
1. "Greetings" – 1:20
2. "Sex on Trial" – 3:07
3. "News" – 1:19
4. "War" – 12:10
5. "Odd Beliefs" – 0:49
6. "Killer Idea" – 3:02
7. "Smoking" – 7:10
8. "Great Times on Drugs" – 11:23
9. "Drugs Have Done Good Things" – 1:19
10. "Rockers Against Drugs Suck" – 2:11
11. "Beelzebozo" – 1:08
12. "Summer Trip" – 1:26
13. "What Is Pornography?" – 3:37
14. "Sanctity of Life" – 2:51
15. "Chicks Dig Jerks" – 4:46

## Versió DVD
La versio en vídeo va ser gravada al Centaur Theatre durant el festival anual Just for Laughs a Montreal, Canadà. Tot i tenir el mateix títol, la versió en CD va ser gravada a una actuació diferent, després del festival.

## Bill Hicks - Relentless: Festival Internacional de Comèdia de Montreal del 1991

### Llista de cançons
1. "Intro / I Love My Job"
2. "I Dont't Fit In / War"
3. "Fyffe, Alabama"
4. "Smoking"
5. "Sexual Thought"
6. "Religion"
7. "Time For A Question"
8. "Drugs & Music"
9. "My Point"